# Zingha corralensis
Zingha corralensis är en fjärilsart som beskrevs av Emmel 1973. Zingha corralensis ingår i släktet Zingha och familjen praktfjärilar. Inga underarter finns listade i Catalogue of Life.